# Barbara Špiler
Barbara Špiler (née le 2 janvier 1992 à Brežice) est une athlète slovène, spécialiste du lancer du marteau. 

## Biographie
En mai 2012, Barbara Špiler réalise un lancer à 71,25 m, nouveau record national.
En mai 2016, Barbara Spiler réalise un lancer à 65,61 m, nouveau record personnel.

### Palmarès
| Date | Compétition                                  | Lieu       | Résultat | Performance |
| ---- | -------------------------------------------- | ---------- | -------- | ----------- |
| 2007 | Championnats du monde jeunesse               | Ostrava    | 3e       | 55,97 m     |
| 2008 | Championnats du monde juniors                | Bydgoszcz  | 4e       | 60,18 m     |
| 2009 | Championnats du monde jeunesse               | Bressanone | 1re      | 59,33 m     |
| 2009 | Festival olympique de la jeunesse européenne | Tampere    | 1re      | 63,57 m     |
| 2010 | Championnats du monde juniors                | Moncton    | 2e       | 65,28 m     |
| 2011 | Championnats d'Europe juniors                | Tallinn    | 1re      | 67,06 m     |
| 2013 | Championnats d'Europe espoirs                | Tampere    | 2e       | 69,69 m     |

### Records
| Épreuve           | Performance | Lieu    | Date       |
| ----------------- | ----------- | ------- | ---------- |
| Lancer du marteau | 71,25 m     | Čakovec | 6 mai 2012 |